# Dyscia serena
Dyscia serena är en fjärilsart som beskrevs av Paul Dognin 1906. Dyscia serena ingår i släktet Dyscia och familjen mätare. Inga underarter finns listade i Catalogue of Life.